# Iphiteon
Iphiteon is een monotypisch geslacht van sponsdieren uit de klasse van de Hexactinellida.

## Soort
- Iphiteon panicea Bowerbank, 1869